# Tomoyuki Dan
Tomoyuki Dan (jap. 檀 臣幸 Dan Tomoyuki; ur. 6 sierpnia 1963, zm. 10 października 2013) – japoński seiyū i aktor dubbingowy, znany między innymi jako głos takich postaci jak Kisame Hoshigaki w Naruto czy Cronicle Asher w Kidō Senshi Victory Gundam. Dubbingował takich aktorów jak Christian Bale i Ben Stiller. Zmarł w 2013 roku w wieku 50 lat na tętniaka rozwarstwiającego.

## Wybrane role
- Air Gear – Masaya Orihara
- Detektyw Conan –
  - Maejima,
  - Toshihide Wakamatsu,
  - Keiki Nigaki,
  - Hiroto Akashi,
  - Kijun Matsunaka
- Eat-Man – Taylor
- Ghost in the Shell: Arise – Ishikawa
- Hero Tales – Mōjun
- Kidō Senshi Victory Gundam – Cronicle Asher
- La Corda d’Oro – właściciel sklepu
- Naruto –
  - Kisame Hoshigaki,
  - Fūta Kagetsu
- Naruto Shippūden – Kisame Hoshigaki
- Nyaniganyandā Nyandākamen –
  - Sarakichi,
  - Nezumi Sennin,
  - Pittari-san,
  - sprzedawca warzyw,
  - Tsubarō
- Planetes – Sasha
- Saint Tail – Oikawa
- Suite Pretty Cure – Hōjō Dan
- Toriko – Tengu Branchi
- Tweeny Witches – wróżka Ecoo